# Fernando Araújo
 (avril 2020).
Si vous disposez d'ouvrages ou d'articles de référence ou si vous connaissez des sites web de qualité traitant du thème abordé ici, merci de compléter l'article en donnant les références utiles à sa vérifiabilité et en les liant à la section « Notes et références ».
Pour les articles homonymes, voir Araújo (homonymie) et Perdomo.
Fernando Araújo, de son nom complet Fernando Araújo Perdomo, né le 27 juin 1955 à Carthagène des Indes, est un homme politique colombien.
De 1998 à 2000, il a exercé les fonctions de ministre du Développement, durant le mandat du président Andrés Pastrana. Du 19 février 2007 au 17 juillet 2008, Fernando Araújo exerce les fonctions de ministre des Affaires étrangères, en remplacement de son homonyme María Consuelo Araújo, contrainte à la démission.

## Corruption
Fernando Araújo est cité dans un scandale de corruption sous l’administration d'Andres Pastrana, accusé d'user de sa fonction ministérielle pour favoriser illégalement son enrichissement personnel. Lui et d'autres dirigeants conservateurs auraient fait expulser des dizaines de familles afro-colombiennes de chez elles pour s'approprier leurs terrains sous prétexte de programmes immobiliers.

## L'otage des FARC
Le 4 décembre 2000, alors que Fernando Araújo faisait son jogging quotidien, Fernando Araújo fut enlevé par un commando des Forces armées révolutionnaires de Colombie (FARC) composé de 37 hommes. Sa captivité dura six ans. En décembre 2006, un renseignement fourni par un informateur permit de repérer le camp de guérilléros où il était tenu seul prisonnier. Les autorités civiles et militaires, en accord avec sa famille, décidèrent de lancer un raid contre ce camp, situé en pleine jungle.
Le 31 décembre 2006, dans la confusion de l'attaque menée par des troupes de l'infanterie de marine appuyées par des hélicoptères du 1er bataillon de lutte anti-guérilla, Fernando Araújo, qui était étroitement surveillé mais libre de ses mouvements à l'intérieur du camp, parvint à se soustraire à la vigilance des guérilleros et à s'enfuir dans la jungle.
Il erra durant cinq jours, sans vivres ni boissons, avant de parvenir à un village situé hors du territoire contrôlé par les FARC, où il fut retrouvé par les militaires colombiens.

## Retour au gouvernement

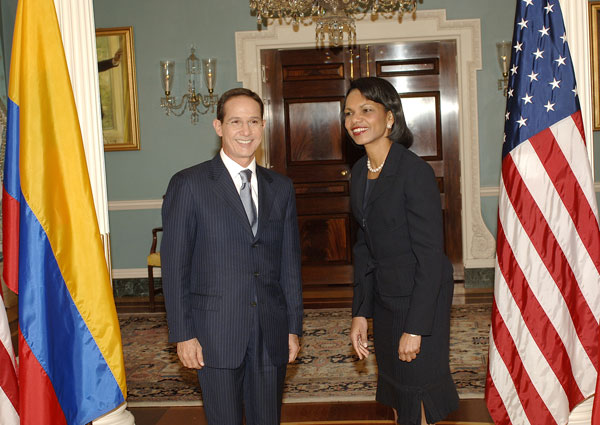
Fernando Araújo et Condoleezza Rice, le 21 mars 2007.

Le 15 février 2007, la Cour suprême de justice ordonne l'arrestation  de plusieurs parlementaires de la majorité soutenant le président Álvaro Uribe, dont le sénateur Álvaro Araújo Castro, leader du groupe parlementaire Movimiento Alas Equipo Colombia, accusé de liens avec le groupe paramilitaire d'extrême droite Autodéfenses unies de Colombie.
Le 19 février, la sœur du sénateur, María Consuelo Araújo, qui exerçait les fonctions de ministre des Affaires étrangères depuis le 7 août 2006, se résigne à la démission, malgré sa non-implication dans le scandale dit Parapolítica.
Le président Álvaro Uribe décide alors de nommer l'ancien otage à la tête de la diplomatie colombienne. Peu après sa nomination, Fernando Araújo se déclare « désireux de travailler pour une nouvelle Colombie sans politicaillerie, sans paramilitaires, sans guérilla et sans délinquance, dans laquelle tous pourront vivre en paix ».

## Décorations
- Grand-croix de l'ordre du Mérite civil d'Espagne (1999)